# Villogorgia spatulata
Villogorgia spatulata is een zachte koraalsoort uit de familie Plexauridae. De koraalsoort komt uit het geslacht Villogorgia. Villogorgia spatulata werd in 1910 voor het eerst wetenschappelijk beschreven door Nutting. 